# Honra teu pai e tua mãe
"Honra teu pai e tua mãe" (Bíblia do Rei Jaime), em essência o mesmo texto noutras versões (exceto no uso culto ou coloquial dos pronomes) (BJ, WEB), (hebraico כבד את אביך ואת אמך., transliteração neolatina Kibud shelcha ab 'et shelcha ima'  = "Honra teu pai e tua mãe"), é o "Quinto Mandamento da Lei de Javé Deus", na ordem original talmúdica, como ela foi dada a Moisés no Monte Sinai, em duas ocasiões (a primeira, relatada em Êxodo 20: 1–17, e a segunda, em Deuteronômio 5: 4–21), que estabelece a natureza exclusiva da relação entre a nação de Israel e Javé, O Deus de Israel, que Ele iniciou, após libertar os israelitas da escravidão do Egito (Êxodo), dando, pois, seguimento a "Os Dez Mandamentos", amplamente acolhidos como imperativos espirituais e morais por biblistas, estudiosos, historiadores e teólogos, cristãos e judeus, e que se consideram, em maioria, aplicáveis ao povo de Javé Deus também na "Era da Graça", colimados por Jesus Cristo nos Dois Mandamentos do Amor, que são Um Só.
Na Bíblia hebraica (e na ordem original talmúdica), para judeus e protestante, este é o Quinto Mandamento da Lei de Javé Deus na relação canônica dos Dez Mandamentos, e o "primeiro mandamento com promessa". Católicos, todavia, consideram-no como o Quarto Mandamento.
Sua nota de promessa vinculada distingue-o dos demais Mandamentos: "...a fim de que venhas a ter vida longa na terra que Javé, o teu Deus, te dá". Deuteronômio 5:16 amplia-o: "...a fim de que tenhas longa vida e tudo te vá bem na terra que Javé teu Deus te concede". Naturalmente, como um penhor de bênção é assegurado para sua obediência, há consequências negativas para sua desobediência, e tudo despende da escolha de conduta da pessoa:

Assim como a recompensa por honrar pai e mãe é anunciada como muito grande, também a punição por transgredi-lo é equivalentemente muito grande. E aquele que aflige seus pais faz com que a Shekhinah et Javé Elohim (A Presença de Yaweh Deus) separe-se dele e, assim, severos decretos sobre ele caiam e ele padeça muitos sofrimentos. E, ainda que a vida retorne a sorrir-lhe nesta vida, ele certamente será punido no mundo vindouro.— Kitzur Shulchan Aruch 143:4
O Apóstolo Paulo, em sua Carta aos Efésios, capítulo 6, versículos de 1 a 3, expressa de modo reeducativo esse Mandamento, realçando-lhe o penhor da promessa que ele contém:

"(1) Filhos, obedecei a vossos pais n'O Senhor, porquanto isto é justo. (2) 'HONRA A TEU PAI E A TUA MÃE'; este é o primeiro mandamento com promessa, (3) para que vivas bem e tenhas vida longa sobre a terra"(Bíblia King James Atualizada online)
O mandamento específico sobre "honrar pai e mãe", bem como a totalidade dos Dez Mandamentos da Antiga Aliança, foram usados como "estatuto da lei comum humana" em muitas jurisdições, e algumas ainda os aplicam.

## Os Dez Mandamentos
Diferentes tradições religiosas, não apenas judaicas ou só cristãs, apresentam os dezessete versículos de Êxodo 20: 1–17 e seus correspondentes versículos em Deuteronômio 5: 4–21  divididos e organizados em "dez mandamentos" ou "ditos" em modos diferentes, mostrados na tabela abaixo. Alguns sugerem que "o número dez" é uma opção para auxiliar a memorização, em vez de uma questão de teologia, embora essa organização decenal mostre coesão interna, concordância e consistência temática a justificá-la.
| LXX | FDA | SPT | TAV | AHV | CRV | LTV | PRC | Mandamento (artigo principal)                                                                 | Ex 20:1-17                                          | Dt 5:6-21                                           | Judaísmo                                            | Catol-"R"                                           | Catol-"O"                                           | Prot-"G"                                            |
| --- | --- | --- | --- | --- | --- | --- | --- | --------------------------------------------------------------------------------------------- | --------------------------------------------------- | --------------------------------------------------- | --------------------------------------------------- | --------------------------------------------------- | --------------------------------------------------- | --------------------------------------------------- |
| —   | —   | —   | 1   | —   | 1   | —   | (1) | Eu Sou Javé, o SENHOR, teu Deus, que te fez sair da terra do Egito, da casa da escravidão![1] | 2                                                   | 6                                                   | 1                                                   | 1                                                   | 1                                                   | 1                                                   |
| 1   | 1   | 1   | 2   | 1   | 1   | 1   | 1   | Não terás outros deuses além de Mim[1]                                                        | 3                                                   | 7                                                   | 2                                                   | 1                                                   | 1                                                   | 1                                                   |
| 2   | 2   | 1   | 2   | 1   | —   | 1   | 2   | Não farás para ti imagem de escultura[1]                                                      | 4–6                                                 | 8–10                                                | 2                                                   | 1                                                   | 2                                                   | 2                                                   |
| 3   | 3   | 2   | 3   | 2   | 2   | 2   | 3   | Não pronunciarás em vão o Nome de Javé, o SENHOR teu Deus[1]                                  | 7                                                   | 11                                                  | 3                                                   | 2                                                   | 3                                                   | 3                                                   |
| 4   | 4   | 3   | 4   | 3   | 3   | 3   | 4   | Lembra-te do dia do shabbãth, sábado, para santificá-lo[1]                                    | 8–11                                                | 12–15                                               | 4/sáb                                               | 3/dom[2]                                            | 4/dom[2]                                            | 4/dom[2]                                            |
| 5   | 5   | 4   | 5   | 4   | 4   | 4   | 5   | Honra teu pai e tua mãe                                                                       | 12                                                  | 16                                                  | 5                                                   | 4                                                   | 5                                                   | 5                                                   |
| 6   | 7   | 5   | 6   | 5   | 5   | 5   | 6   | Não matarás                                                                                   | 13                                                  | 17                                                  | 6                                                   | 5                                                   | 6                                                   | 6                                                   |
| 7   | 6   | 6   | 7   | 6   | 6   | 6   | 7   | Não adulterarás                                                                               | 14                                                  | 18                                                  | 7                                                   | 6                                                   | 7                                                   | 7                                                   |
| 8   | 8   | 7   | 8   | 7   | 7   | 7   | 8   | Não furtarás[3]                                                                               | 15                                                  | 19                                                  | 8                                                   | 7                                                   | 8                                                   | 8                                                   |
| 9   | 9   | 8   | 9   | 8   | 8   | 8   | 9   | Não darás falso testemunho contra o teu próximo                                               | 16                                                  | 20                                                  | 9                                                   | 8                                                   | 9                                                   | 9                                                   |
| 10  | 10  | 9   | 10  | 10  | 10  | 9   | 10  | Não cobiçarás (a casa do teu próximo)                                                         | 17a                                                 | 21b                                                 | 10                                                  | 10                                                  | 10                                                  | 10                                                  |
| 10  | 10  | 9   | 10  | 9   | 9   | 10  | 10  | Não cobiçarás (a mulher do teu próximo)                                                       | 17b                                                 | 21a                                                 | 10                                                  | 9                                                   | 10                                                  | 10                                                  |
| 10  | 10  | 9   | 10  | 10  | 10  | 10  | 10  | Não cobiçarás (seus servos, animais, ou coisa alguma que lhe pertença)                        | 17c                                                 | 21c                                                 | 10                                                  | 10                                                  | 10                                                  | 10                                                  |
| —   | —   | 10  | —   | —   | —   | —   | —   | Edificarás estas pedras, que Eu te ordeno, no Monte Gerizim                                   | Adoção exclusiva por parte da Comunidade Samaritana | Adoção exclusiva por parte da Comunidade Samaritana | Adoção exclusiva por parte da Comunidade Samaritana | Adoção exclusiva por parte da Comunidade Samaritana | Adoção exclusiva por parte da Comunidade Samaritana | Adoção exclusiva por parte da Comunidade Samaritana |

Tradições:
- Todas as citações das escrituras acima são da Bíblia King James . Clique nos versos no topo das colunas para outras versões.
- LXX: versão Septuaginta ("versão dos VXX"), geralmente seguida por cristãos ortodoxos.
- FDA: versão de Filo de Alexandria, basicamente idêntica à Septuaginta, mas com os mandamentos de "não matar " e de "não adulterar"  invertidos.
- SPT: versão do Pentateuco Samaritano ou Torá Samaritana, com um mandamento adicional sobre o Monte Gerizim como sendo o décimo.
- TAV:  versão do  Talmude judaico, faz do "prólogo" o primeiro "ditado" ou "matéria" e combina a proibição de adorar outras divindades além de Javé com a proibição da idolatria.
- AHV: versão de Agostinho, segue o Talmude, ao combinar os versículos 3–6, mas omite o prólogo como um mandamento e divide a proibição de cobiçar em dois e segue a ordem de palavras de Deuteronômio 5:21 em vez da de Êxodo 20:17.
- CRV: versão da Igreja Católica Romana, o Catecismo da Igreja Católica, em grande parte — mas, não em tudo — segue Agostinho.
- LTV: versão da Igreja Luterana, segue o Catecismo Maior de Lutero, que segue Agostinho, mas omite a proibição das imagens e usa a ordem das palavras de Êxodo 20:17, em vez das de Deuteronômio 5:21 para o nono e décimo mandamentos.
- PRC:  visão da Igreja Calvinista, segue os Institutos da Religião Cristã de João Calvino, que segue a Septuaginta; esse sistema também é usado no Livro Anglicano de Oração Comum.[39]
- A passagem dos mandamentos no Êxodo contém mais de dez declarações, dezenove no total. Enquanto a própria Bíblia assina a contagem de "10", usando a frase hebraica aseret had'varim— traduzida com as 10 palavras, afirmações ou coisas, essa frase não aparece nas passagens usualmente apresentadas como sendo "os Dez Mandamentos". Várias religiões dividem os mandamentos de modo diferente.  A tabela exibida aponta essas diferenças.
- [1] Jesus Cristo, em seu ministério, apresenta uma "releitura universal da Lei Mosaica", desde o Sermão da Montanha (Mt 5, 6 e 7[40]), bem como em várias outras ocasiões, em particular, o ensino sobre "O Maior Mandamento da Lei", ao qual foi arguido por um "juiz judeu, perito na Lei", conforme (Mt 22: 34-40[41]): " (34) Assim que os fariseus ouviram que Jesus havia deixado os saduceus sem palavras, reuniram-se em conselho. (35) E um deles, juiz perito na Lei, formulou uma questão para submeter Jesus à prova: (36) 'Mestre, qual é o Maior Mandamento da Lei?' (37) Asseverou-lhe Jesus: ' Amarás o Senhor, teu Deus, de todo o teu coração, de toda a tua alma e com toda a tua inteligência. (38) Este é o primeiro e maior dos mandamentos. (39) O segundo, semelhante a este, é: Amarás o teu próximo como a ti mesmo. (40) A estes dois mandamentos estão sujeitos toda a Lei e os Profetas. " (Mt 5, 6 e 7[41]). Alguns estudiosos e intérpretes bíblicos apressam-se a concluir que, com tal declaração, O Senhor Jesus Cristo houvesse abolido a Lei Antiga, o que, em verdade, nunca se deu. O que Ele fez foi uma "releitura unificadora e universalizante da Lei Antiga (também universal)", contudo sob um novo prisma — o prisma soberano do Amor". E, nesse sentido — pode-se dizer que Jesus Cristo "resumiu" a Antiga Lei de dez mandamentos para dois... e os dois tornou-os um só: O Grande e Universal Mandamento do Amor. O Apóstolo João, em seu evangelho remarca essa nota de modo extraordinário, por exemplo, em Jo 3:16-17[42]: " (16) Porque Deus amou o mundo de tal maneira que deu o seu Filho Unigênito, para que todo aquele que nele crê não pereça, mas tenha a vida eterna. (17) Portanto, Deus enviou o seu Filho ao mundo não para condenar o mundo, mas para que o mundo fosse salvo por meio dele. ". E, ainda mais, em suas Cartas (ou Epístolas), ele faz questão de aprofundar esse tema essencial, indispensável e universal. Por exemplo, em 1 Jo 3:16-17[43]:" (7) Amados, amemos uns aos outros, pois o Amor procede de Deus; e todo aquele que ama é nascido e conhece a Deus. (8) Aquele que não ama não conhece a Deus, porquanto Deus é Amor. (9) Foi desse modo que se manifestou o Amor de Deus para conosco: em haver Deus enviado o Seu Filho Unigênito ao mundo, para vivermos por intermédio d'Ele. (10) Assim, nisto consiste o Amor: não em que nós tenhamos amado a Deus, mas em que Ele nos amou e enviou o seu Filho como propiciação pelos nossos pecados. ". Algumas igrejas cristãs, entre as quais a Igreja Católica Romana,  mas não apenas ela, reunem os mandamentos da seguinte forma:  os mandamentos do Decálogo de números 1 a 4 são mandamentos de Amor a Deus; os de números 5 a 10 são mandamentos de Amor ao próximo.
- [2] O Cristianismo, em suas igrejas de modo geral (exceto as de confissão sabatista, como a Igreja Adventista do Sétimo Dia, entre outras) entende o dia de domingo como o dia do Senhor na Nova Aliança, pois foi o dia em que Jesus Cristo ressuscitou ("o terceiro dia")[44].
- [3] O Judaísmo afirma que essa é uma referência ao furto em geral, embora alguns, com base em Lv 19:11,[45] e na hermenêutica talmúdica (דבר הלמד מעניינו, Davar ha-lamed me-inyano ="O que ensina seu interesse",[46][47] sugiram ser apenas furto de propriedade.
- (4)/sab e (3 ou 4)/dom significam, respectivamente, os dias de sábado ou domingo, considerados de observância devida para o mandamento do shabbãth, por parte da confissão religiosa citada. O número "3" significa que a fé em causa considera-o como terceiro mandamento e o número "4", como o quarto mandamento.

A narrativa bíblica da revelação no Sinai começa em Êxodo 19:16,17 após a chegada dos filhos de Israel ao Monte Sinai (também chamado Monte Horebe). "(16) Ao alvorecer do terceiro dia, houve trovões, relâmpagos e uma espessa nuvem sobre a montanha, e um clangor muito forte de trombeta; e todas as pessoas que estavam no acampamento começaram a tremer de medo. (17) Então Moisés conduziu o povo para fora do acampamento, para encontrar-se com Deus, ao pé da montanha". Depois de "Javé Deus, o Senhor descer sobre o Monte Sinai", Moisés subiu brevemente e voltou e preparou o povo, e, em seguida, em Êxodo 20, "Deus falou" a todas as pessoas as palavras da Aliança, ou seja, os "Dez Mandamentos", como está escrito. A erudição bíblica moderna diverge sobre se, em Êxodo 19-20, o povo de Israel ouviu diretamente todo o Decálogo, ou apenas parte dele, ou se o povo o recebeu por meio de Moisés.
Como o povo estava com medo de ouvir mais e "distanciou-se", Moisés disse: "Não tenhais medo". Ele, porém, chegou-se à "escuridão espessa", onde "A Presença do SENHOR estava", para ouvir os estatutos adicionais e "juízos" os quais "escreveu"  na "Torá", e que leu para o povo na manhã seguinte, e todo o povo concordou em obedecer e fazer tudo o que o SENHOR havia dito. Moisés escoltou um grupo seleto composto por Aarão, Nadabe e Abiú e "setenta dos anciãos de Israel" para um local no monte onde eles adoravam "de longe"e eles "viram O Deus de Israel" acima de um "pavimento trabalhado como pedra de safira clara".
Então Javé disse a Moisés: "Sobe o monte, vem até mim e fica aqui; Eu te darei as tábuas de pedra com a Lei e os mandamentos que escrevi para instrução do povo!" Moisés partiu com Josué, seu cooperador; e subiram à montanha de Deus. — Primeira menção das Tábuas da Aliança em Ex 24:12-13

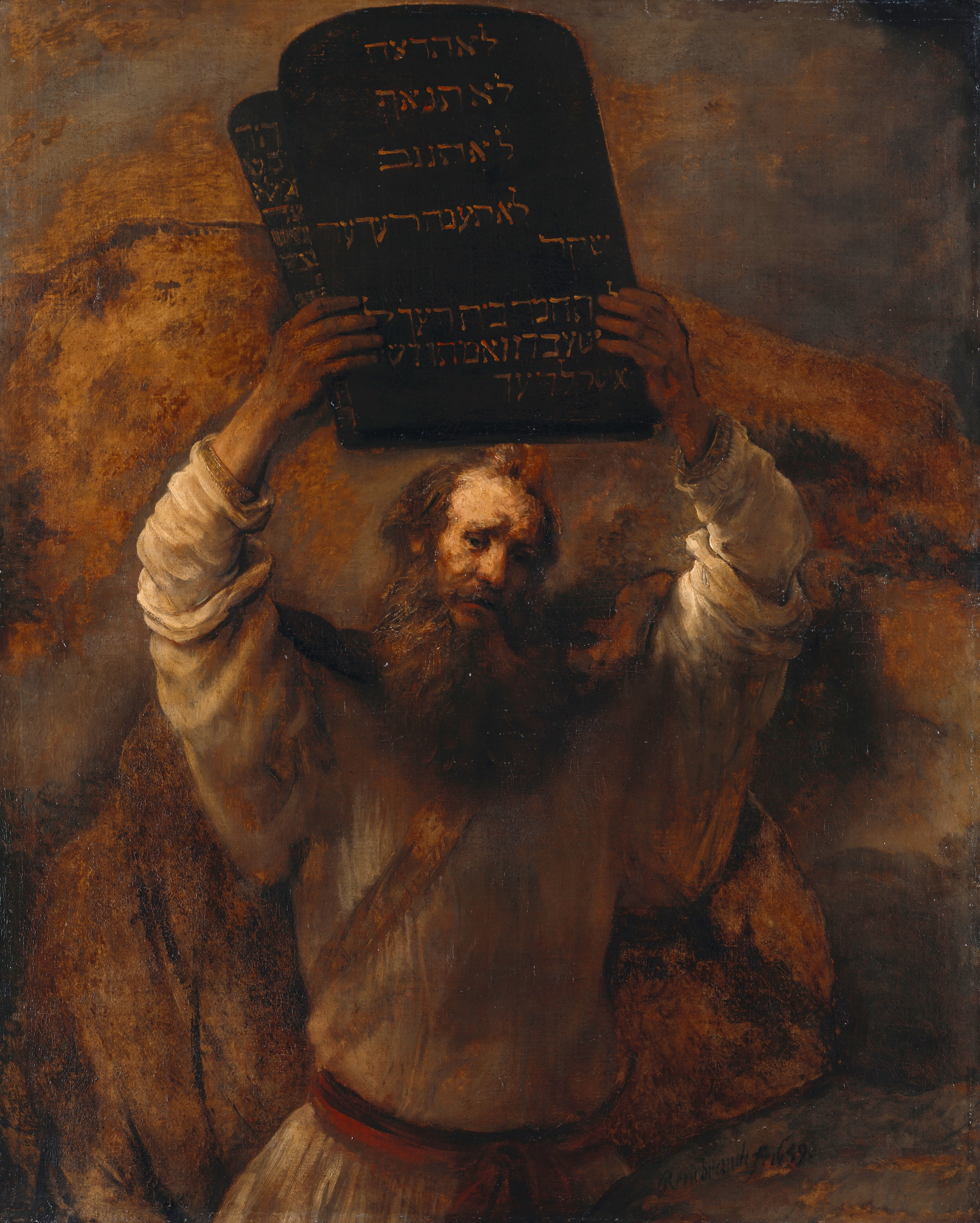
Moisés quebra as Tábuas da Lei (1659) por Rembrandt. (Gemäldegalerie, Berlin)

O monte ficou coberto pela nuvem durante seis dias, e no sétimo dia Moisés entrou no meio da nuvem e ficou "no monte quarenta dias e quarenta noites ". E Moisés disse: "O SENHOR Javé entregou-me duas tábuas de pedra escritas com O Dedo de Deus, e nelas estava escrito de acordo com todas as Palavras, que o SENHOR Javé falou convosco no monte do meio do fogo no dia da assembléia " Antes dos quarenta dias completos expirarem, os filhos de Israel decidiram coletivamente que algo havia acontecido a Moisés, e compeliram Arão a moldar um bezerro de ouro , e ele "construiu um altar diante dele" e o povo "adorou". Com essa conduta, o povo de Israel demonstrou que, apesar de ter saído e liberto do Egito em apenas um dia, todavia, o Egito ainda precisava sair dele, o que tomou muito mais tempo.
Após quarenta dias, Moisés e Josué desceram do monte com as duas tábuas: "E aconteceu que, chegando ao arraial, viu o bezerro e a dança; e Moisés, ardendo em ira, tirou as tábuas das mãos e as quebrou no pé do monte. Após os eventos nos capítulos 32 e 33, no capítulo 34: "Então Javé solicita a Moisés: 'Corta duas placas de pedra semelhantes às primeiras, sobe a mim na montanha, e Eu escreverei as mesmas palavras que escrevi nas primeiras tábuas, que quebraste'.". "(27) Disse ainda Javé a Moisés: 'Escreve essas palavras; porquanto é de acordo com o teor dessas palavras que estabeleço aliança contigo e com Israel!' (28) Moisés ficou ali com o SENHOR quarenta dias e quarenta noites, sem comer pão e sem beber água. E escreveu sobre as tábuas de pedra as palavras da aliança: os Dez Mandamentos".
Conforme a tradição judaica, Êxodo 20: 1–17{ constitui a primeira dação de Deus dos Dez Mandamentos nas duas tábuas, que Moisés quebrou em ira com sua nação rebelde. Mais tarde, foi reescrita em novas tábuas e depositada na Arca da Aliança. Essas novas tábuas consistem na reedição por Deus dos Dez Mandamentos para a geração mais jovem que deveria entrar na Terra Prometida. As passagens em Êxodo 20 e Deuteronômio 5 contêm mais de dez declarações, totalizando dezenove ao todo.

## Antigo Testamento

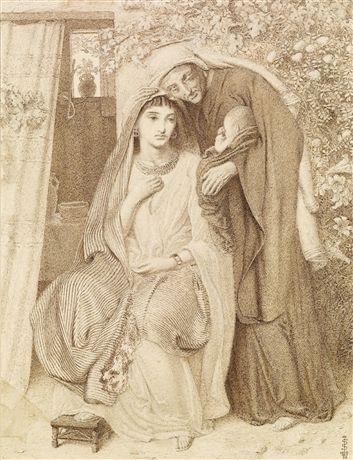
Rute honrou a Noemi, sua sogra e viúva,
como se ela fora sua [própria] mãe
(Simeon Solomon, 1860)

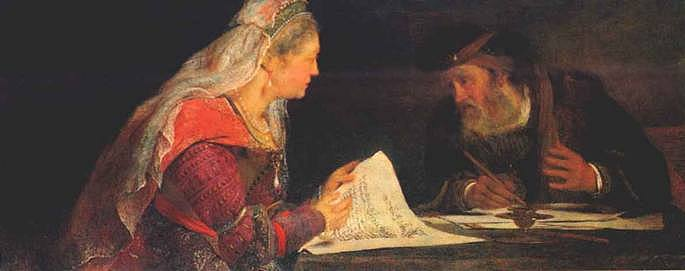
Ester e Mardoqueu, seu guardião e protetor, a escreverem a segunda carta a respeito de Purim (Arent de Gelder, ca. 1685. Óleo sobre tela, RISD Museu de Arte, Providence RI)

O relato da honra aos pais é abundantemente descrito em todo o Antigo Testamento, quer pelos exemplos edificantes e honoráveis, quer pelos acontecimentos que trouxeram desgraça ao povo de Israel, dentro da família e fora dela. O Livro de Rute traz o relato de uma história de migração, de Israel para Moabe, por parte da família de Noemi, em razão da fome que assolara sua terra natal, na ocasião. Mais de uma década depois, em circunstância adversa, ela retornaria a Israel. Mas, uma como que filha amorosa e reverente a acompanhava e dela zelava:

"(1) No tempo em que os juízes governavam sobre o povo israelita, sobreveio grande escassez de alimentos em toda a terra de Israel. Por esse motivo, um certo homem de Belém, cidade da região de Judá, partiu com sua esposa e seus dois filhos a fim de morar, ao menos por algum tempo, nas terras de Moabe. (2) Esse homem se chamava Elimeleque, sua mulher Noemi e seus dois filhos, Malom e Quiliom. Eram efrateus de Belém de Judá. Chegando aos campos de Moabe, ali se estabeleceram. (3) Algum tempo se passou e Elimeleque veio a falecer, e Noemi ficou apenas na companhia de seus dois filhos solteiros. (4) Logo depois se casaram, e suas esposas eram jovens moabitas, uma chamada Orfa, e a outra, Rute. E permaneceram nestas terras por uns dez anos. (5) E aconteceu que Malom e Quiliom também morreram. E Noemi ficou só, sem os filhos e viúva. (6) Um dia Noemi soube em Moabe que o SENHOR visitara seu povo provendo-lhe boas colheitas. Então ela se aprontou para deixar Moabe com as suas noras. (7) Elas partiram dos campos de Moabe com o objetivo de voltar para Judá, contudo durante a caminhada, (8) sugeriu a elas: 'Ide e voltai cada qual para a casa de sua mãe. Que o SENHOR vos trate com a mesma bondosa lealdade com que tratastes os falecidos e a mim mesma! (9) Que o SENHOR conceda a cada uma de vós paz e segurança no lar de um novo marido!' Em seguida abraçou-as, mas elas choraram em alta voz, (10) exclamando: 'Não! Nós vamos voltar contigo para junto de teu povo!' (11) Noemi porém lhes encorajou: 'Voltai, minhas filhas; por que havereis de me acompanhar? Porventura trago ainda em meu seio filhos que possam vir a ser vossos maridos? (12) Retornai, minhas filhas, parti, pois estou velha demais para tornar a casar-me! E mesmo que eu pudesse dizer: 'Ainda existe para mim esperança: esta noite mesmo estarei com meu marido e conceberei filhos', (13) esperaríeis por eles até que crescessem? Renunciaríeis à vida conjugal? De modo algum, minhas filhas! É grande a minha amargura por vossa causa, pois a mão do SENHOR pesa sobre mim.' (14) Elas prantearam outra vez em alta voz; depois Ofra abraçou sua sogra e lhe deu um beijo de despedida. Porém Rute permaneceu com ela. (15) Então Noemi a aconselhou: 'Olha, tua cunhada voltou para junto do seu povo e para seu deus; volta também com ela!' (16) Ao que lhe respondeu Rute: 'Não insistas comigo para que te abandones e deixe de seguir-te. Pois aonde quer que fores, irei eu e, onde quer que pousares, ali pousarei eu; o teu povo é o meu povo, o teu Deus é o meu Deus! (17) Onde quer que morreres, morrerei eu e aí haverei de ser sepultada; que o SENHOR me castigue como lhe aprouver, se outro motivo que não seja a morte me separar de ti!' (18) Então Noemi compreendeu o quanto Rute estava decidida a seguir em sua companhia, e por isso não se opôs mais a ela. (19) Partiram, pois as duas e chegaram a Belém. Assim que chegaram à cidade, ocorreu ali certo alvoroço por causa delas, e as mulheres da cidade comentavam: 'Será que esta é Noemi?' (20) Mas ela lhes pediu: 'Não me chameis mais de Naomi, Agradável, é mais próprio que meu nome seja Mara, Amarga, porquanto Shaddat, o Todo-Poderoso me tratou com amarguras. (21) Parti destas terras com as mãos cheias, e o SENHOR me traz de volta de mãos vazias! Por que então haveríeis de me chamar Noemi quando o SENHOR se mostrou desfavorável à minha pessoa e Shaddat me trouxe desgraça?' (22) Foi assim, portanto, que regressou Noemi, tendo consigo sua nora Rute, a moabita, que veio dos campos de Moabe. Elas chegaram a Belém no início da temporada de ceifa da cevada."(Bíblia King James Atualizada online)
Pelo relato completo da história de Noemi, com todas as desventuras por que passou em terra estrangeira, por contingência alimentar, no retorno, acompanhada de uma estranha, a moabita Rute, esta a honrou qual mãe lhe fosse:

"(15) Então Noemi a aconselhou: 'Olha, tua cunhada voltou para junto do seu povo e para seu deus; volta também com ela!' (16) Ao que lhe respondeu Rute: 'Não insistas comigo para que te abandones e deixe de seguir-te. POIS, AONDE QUER QUE FORES, IREI EU E, ONDE QUER QUE POUSARES, ALI POUSAREI EU; O TEU POVO É O MEU POVO, O TEU DEUS É O MEU DEUS! (17) Onde quer que morreres, morrerei eu e aí haverei de ser sepultada; que o SENHOR me castigue como lhe aprouver, se outro motivo que não seja a morte me separar de ti!' (18) Então Noemi compreendeu o quanto Rute estava decidida a seguir em sua companhia, e por isso não se opôs mais a ela."(Bíblia King James Atualizada online)
O Pastor Paulo R. R. Oliveira e outros creem que, por ter o Rei Salomão provavelmente conhecido os rolos do Livro de Rute, nela (Rute, qual modelo de mulher virtuosa), teria-se inspirado para escrever o Louvor à Mulher Virtuosa, de Provérbios 31:10-31.
Honra semelhante dedica Ester a seu guardião e tutor Mardoqueu. Ester era filha de Avihail, Abigail, da tribo de Benjamim, uma das duas tribos que constituíam o Reino de Judá antes de sua destruição pelos babilônios e das deportações da elite do reino para as províncias do Império Persa (c.479 - c. 465 aC). Semelhantemente, Ester é retratada no relato bíblico como honrando reverentemente a Mardoqueu, qual uma filha honra o próprio pai, a quem ama e respeita:

"Mardoqueu, sendo [apenas] o guardião de Ester, qual seu pai, nos é dito... Quão respeitosa ela era para com ele. Embora em relação a ele, ela lhe fosse igual, ainda, sendo em idade e dependência sua inferior, ela o honrou como seu pai — fez o seu mandamento). Esse é um exemplo para os órfãos; se caírem nas mãos daqueles que os amam e cuidarem deles, que façam retornos adequados de dever e afeição. Os menos obrigados que seus guardiões tinham o dever de provê-los, são os que mais se sentem gratos em honrar e obedecer aos seus guardiões].

### Bíblia hebraica
"Livro de Êxodo, capítulo 20, versículo 12 >>> (12) HONRA TEU PAI E TUA MÃE, A FIM DE QUE VENHAS A TER VIDA LONGA NA TERRA QUE Javé, O TEU DEUS, TE DÁ"(Bíblia King James Atualizada online)
Na Torá, guardar ou obedecer esse Mandamento estava associado ao benefício individual, bem como ao benefício nacional a Israel, em ficar na terra que Javé Deus lhes destinara. A desonrar aos pais, por atacá-los ou xingá-los, era punida com a morte, e, assim, a cláusula "a fim de que venhas a ter vida longa na terra que Javé, o teu Deus, te dá" poderia ser interpretada como "a fim de que não sejas morto pela [desonra...]". No Talmude, o Mandamento de honrar os pais humanos é comparado a honrar a Javé Deus. De acordo com o profeta Malaquias, Javé Deus faz a analogia con'Sigo Mesmo:

"(6) Ora, o filho deve honrar o pai, e o servo, o seu senhor. SE EU SOU O PAI, ONDE ESTÁ A HONRA QUE ME É DEVIDA? Se Eu Sou 'Adonai, Senhor e Mestre, onde está o temor, o respeito reverente, que me é devido?', questiona o SENHOR dos Exércitos a vós, sacerdotes. 'Ora, sois vós que desprezam o meu Nome!"(Bíblia King James Atualizada online)

### Visão judaica
O que constitui "honra"? É preciso fornecer-lhes [aos pais] comida, bebida e roupas. Deve-se trazê-los para casa e de lá tirá-los, e lhes prover todas as suas necessidades alegre, desinteressada e liberalmente. Numa só palavra: amorosamente.— Kitzur Shulchan Aruch 143:7
O mandamento para honrar os pais humanos é, assim, comparado intensamente a honrar a'O Próprio Senhor Javé Deus, pois o ser humano deve, humanamente falando, sua existência a seu pai e a sua mãe, e, espiritualmente, a Javé Deus, O SENHOR.

(...) Honra [a pessoa, no espírito, na alma e n]o corpo que te deu [a ser], e os seios que te amamentaram, mantém teus pais, pois teus pais participaram da tua criação. "Pois o homem deve sua existência a Javé Deus, e, por Ele, também a seu pai e a sua mãe, em que ele [o homem] recebe de cada um de seus pais cinco partes de seu corpo, e de Javé Deus, dez partes[, a saber]: do pai vêm os ossos, as veias, as unhas, o cérebro e o branco do olho; da mãe, vêm a pele, carne, sangue, cabelo e a pupila do olho; Javé Deus, O SENHOR dá-lhe o seguinte: respiração, alma, luz de semblante, visão, audição, fala, tato, percepção, percepção e entendimento... mas se as pessoas não honram seus pais, Javé Deus diz: "É bom que Eu não more entre os homens, ou eles Me teriam tratado a Mim de maneira arrogante também".— Legends of the Jews, Vol. III
O Talmude diz que, como há três parceiros na criação de uma pessoa (Javé Deus, pai e mãe), a honra dada aos pais é a honra dada a Javé Deus. A Torá mostra claramente que a honra aos pais e a honra a Javé Deus são intencionalmente equiparadas:

Nossos rabinos ensinaram: "Honra a teu pai e a tua mãe" (Êxodo 20:12) e diz: "Honra a Deus com a tua riqueza" (Provérbios 3:9). Usando a mesma terminologia, a Torá compara a honra que tu deves a teu pai e mãe à honra que tu tens de dar a Javé Deus, O Altíssimo e Todo-Poderoso Senhor. Também diz: "Toda pessoa deve respeitar sua mãe e seu pai" (Levítico 19:3), e diz: "A Javé, Teu Deus, temerás com amor reverente e servirás, a Ele te apegarás e jurarás pel'O Seu Nome" (Deuteronômio 10:20). Aqui, a mesma palavra, respeito, é usada. A Torá faz equivaler o respeito que tu deves aos teus pais com o respeito que tu deves mostrar a Javé, Teu Deus. Além disso, diz: "Quem amaldiçoar seu pai ou sua mãe será morto" (Êxodo 21:17). E além disso diz: "Qualquer um que amaldiçoe a Javé Deus levará seu pecado" (Levítico 24:15)— Talmud Kiddushin 31
Honrar os pais é honrar a Javé Deus, e o Mandamento (Mitzvá) independe da dignidade dos pais: "Mesmo se os pais for maus e pecadores, o filho tem o dever sagrado de reverenciá-los e temê-los... Um judeu não deve amaldiçoar ou desprezar os pais, ainda que não judeus" (Kitzur Shulchan Aruch 143:13,25).
Essa conduta santa requer, também, necessariamente, a honra aos padrastos, aos irmãos mais velhos que sejam constituídos preceptores familiares, aos professores, pois tem absolutamente o mesmo e igual valor a obrigação de honrar ao pai e ao avô e aos que nos precedem em honra.
Esse extraordinário Quinto Mandamento ("honrar pai e mãe") é repetido várias vezes em toda a Bíblia Sagrada, ocorrendo pelo menos duas vezes diretamente no Antigo Testamento e também duas vezes, em ocorrência direta, no Novo Testamento.
HISTÓRICO

A guarda desse mandamento, para os israelitas conectava-se à capacidade de Israel permanecer na terra à qual Javé Deus os guiava. Conforme a Torá, agredir ou amaldiçoar pai ou mãe punia-se com morte imediata. Em Deuteronômio 21:18–21, ordena-se aos pais levarem o filho desobediente contumaz à presença dos anciãos para morte por apedrejamento. A Torá crê que a honra aos pais e à Javé Deus equivalem-se. De fato, Javé Deus refere-Se a Si Mesmo como um Pai para Israel, e tem a Israel como Seus filhos e Suas filhas, e reclama para Si igual honra.
Conforme Jeremias, Javé Deus abençoou os descendentes recabitas para obedecerem aos seus antepassados na ordenança de não beber vinho e usa sua família como um contra-exemplo para a falha de Israel em obedecer ao Seu comando de não adorar a outros deuses:

"(12) Então Javé dirigiu Sua Palavra a Jeremias, ordenando: (13) 'Assim diz o Todo-Poderoso dos Exércitos, Deus de Israel: 'Vai e prega aos homens de Judá e a todos os habitantes de Jerusalém, nestes termos: 'Porventura jamais ireis aprender a lição e obedecer à minha Palavra?', indaga o SENHOR. (14) 'Jonadabe, filho de Recabe, ordenou a seus filhos que não bebessem vinho, e essa ordem vem sendo obedecida fielmente até este momento. Eles não bebem vinho, simplesmente porque obedecem a uma determinação do seu antepassado. Entretanto, Eu vos tenho pregado repetidas vezes, e, contudo, sequer me destes ouvidos; tampouco levastes a sério as minhas insistentes orientações. (15) Do mesmo modo, insistentemente, vos enviei todos os meus servos e mensageiros: os profetas, com a seguinte admoestação: 'Convertei-vos agora, cada um do seu mau caminho, corrigi vossas ações e não caminhai atrás de outras divindades para as servir. Sendo assim, com certeza, habitareis na terra que concedi a vós e a vossos pais. Todavia não me destes atenção, tampouco me obedecestes. (16) Os filhos de Jonadabe, filho de Recabe, cumpriram o mandamento que seu pai lhes determinou, mas o meu povo preferiu não me obedecer.' (17) Portanto, eis que assim declara o Eterno Todo-Poderoso dos Exércitos, Deus de Israel: 'Trarei sobre Judá e sobre todos os habitantes de Jerusalém toda a desgraça e catástrofes que profetizei contra eles; pois Eu lhes falei, mas decidiram não me dar ouvidos; e os convoquei, mas nem mesmo me deram uma resposta."(Bíblia King James Atualizada online)
PRECEDÊNCIA

De acordo com a Mishneh Torah esse Mandamento exige honrar igualmente a ambos os pais; não há preferência para pai ou mãe. Enquanto em algumas partes da Escritura Sagrada, o pai é mencionado primeiro, noutras, a mãe vem em primeiro lugar. Isso mostra a honra igual devida a ambos.
O ensinamento cultural, espiritual e social judaico sustenta que a mulher casada deve honrar precedente e prioritariamente a seu marido, o que, contudo, não a deve impedir jamais de honrar a seus pais:

Homens e mulheres devem honrar seus pais. No entanto, a mulher casada, que deve devoção ao marido, está isenta do preceito de honrar seus pais. No entanto, ela é obrigada a fazer pelos pais, tudo o que puder, se o marido não se opuser.— Kitzur Shulchan Aruch 143:17
REQUISITOS

O Mandamento exige do filho obediência aos pais em ordens admissíveis e razoáveis na lei judaica: Se um pai pede ao filho trazer-lhe água, ele/ela deve obedecer; como a honra a Javé Deus supera todas as mitzvot, se o pai pede ao filho que descumpra uma lei da Torá, ele deve recusar-se.

O filho nunca deve envergonhar os pais, nem lhes ser arrogante. O filhos que receba orientação de um dos pais, discordante ao outro, não deve comentar isso em família, que cause desavença familiar. Ao filho não é permitido interromper ou contradizer os pai, ou lhes perturbar o sono.
O filho continue a honrar seus pais depois de sua [do(s) pai(s)] morte, pela recitação de "kaddish" por 11 meses e no aniversário da morte do pai/mãe ("yarzeit"), por doação de caridade em memória do pai/mãe, e pelo estudo da Torá, que mostra a dignidade dos seus pais.
O(a) filho(a) não necessita obedecer ao pai/mãe, se ele(a) disser que [o(a) filho(a)] deve casar-se com uma pessoa em particular, ou não deve casar-se com uma pessoa com quem [ele/ela] deseje casar-se, desde que o casamento seja permitido pela lei Judaica.
O filho que desejar viajar tem a obrigação de comunicar essa intenção aos seus pais, para que eles saibam que isso é seguro, a fim de impedi-los de se preocupar.
Tudo o que teu pai te disser, tu és obrigado a obedecer. Mas se ele te disser: "Curvemo-nos aos ídolos", tu não deves obedecê-lo, para que te não tornes um apóstata.— Midrash, Yalkut Shimoni, Provérbios, 960
Eu sou o Senhor Teu Deus, e tu e teus pais são igualmente obrigados a honrar-Me, portanto, tu não deves dar-lhes ouvidos se for para desonrar a Minha palavra.— Kitzur Shulchan Aruch 143:15

## Novo Testamento

### Cristianismo
Jesus Cristo, ao dar o Sermão da Montanha (Mt 5-7 e Lc 6:17-36), anuncia, expõe, claramente, todo o teor da Antiga Aliança, revela-lhe a sua verdadeira significação espiritual.

Ao fazê-lo, Ele principia por dar esclarecimento sobre toda a estrutura mandamental da Lei Mosaica, e, no necessário, os Mitzvot. Esclarece toda a questão da honra.

Porque toda a honra humana, como é concebida, é, a um tempo, devida Javé Deus — e é um dos aspectos da expressão plena do Amor a Deus e ao próximo

Nesse particular — como em toda a Lei — O Senhor Jesus, com Toda a Autoridade, insere a Lei de Javé Deus no coração, no íntimo do ser humano.

"(1) Jesus, vendo as multidões, subiu a um monte e, assentando-se, os seus discípulos aproximaram-se dele.

(2) E Jesus, abrindo a boca, os ensinava, dizendo:

(3) 'Bem-aventurados os pobres em espírito, pois deles é o Reino dos Céus.

(4) Bem-aventurados os que choram, porque serão consolados.

(5) Bem-aventurados os humildes, porque herdarão a terra.

(6) Bem-aventurados os que têm fome e sede de justiça, porque serão fartos.

(7) Bem-aventurados os misericordiosos, porque alcançarão misericórdia.

(8) Bem-aventurados os limpos de coração, porque verão a Deus.

(9) Bem-aventurados os pacificadores, porque serão chamados filhos de Deus.

(10) Bem-aventurados os que sofrem perseguição por causa da justiça, porque deles é o Reino dos Céus.

(11) Bem-aventurados sois vós quando vos insultarem, e perseguirem e, mentindo, disserem todo o mal contra vós, por minha causa.

(12) Exultai e alegrai-vos sobremaneira, pois é esplêndida a vossa recompensa nos céus; porque assim perseguiram os profetas que viveram antes de vós."(Bíblia King James Atualizada online)
"(17) Não penseis que vim destruir a Lei ou os Profetas. Eu não vim para anular, mas para cumprir.

(18) Com toda a certeza vos afirmo que, até que os céus e a terra passem, nem um i ou o mínimo traço se omitirá da Lei até que tudo se cumpra.

(19) Qualquer, pois, que violar um destes menores mandamentos e assim ensinar aos homens será chamado o menor no Reino dos Céus; aquele, porém, que os cumprir e ensinar será chamado grande no Reino dos Céus."(Bíblia King James Atualizada online)
"(20) Porque vos digo que, se a vossa justiça não exceder a dos escribas e fariseus, de modo nenhum entrareis no Reino dos Céus."(Bíblia King James Atualizada online)
"(21) Ouvistes que foi dito aos antigos:

[...]

(43) Ouvistes o que foi dito: 'Amarás o teu próximo e odiarás o teu inimigo'.

(44) Eu, porém, vos digo: Amai os vossos inimigos e orai pelos que vos perseguem;

[..]

(48) Assim sendo, sede vós perfeitos como perfeito é o vosso Pai que está nos céus."(Bíblia King James Atualizada online)
"(1) Guardai-vos de fazer a vossa caridade e obras de justiça diante dos homens, com o fim de serem vistos por eles; caso contrário, não tereis qualquer recompensa do vosso Pai que está nos céus.

[...]

(9) Por essa razão, vós orareis: Pai nosso, que estás nos céus! Santificado seja o teu Nome.

(10) Venha o teu Reino. Seja feita a tua vontade, como no céu, também na terra.

(11) Dá-nos hoje o nosso pão diário.

(12) Perdoa-nos as nossas dívidas, assim como perdoamos aos nossos devedores.

(13) E não nos conduzas à tentação, mas livra-nos do Maligno. Porque teu é o Reino, o poder e a glória para sempre. Amém.

(14) Pois, se perdoardes aos homens as suas ofensas, assim também vosso Pai celeste vos perdoará.

(15) Entretanto, se não perdoardes aos homens, tampouco vosso Pai vos perdoará as vossas ofensas.

[...]

(25) Portanto, vos afirmo: não andeis preocupados com a vossa própria vida, quanto ao que haveis de comer ou beber; nem pelo vosso corpo, quanto ao que haveis de vestir. Não é a vida mais do que o alimento, e o corpo mais do que as roupas?

(26) Contemplai as aves do céu: não semeiam, não colhem, nem armazenam em celeiros; contudo, vosso Pai celestial as sustenta. Não tendes vós muito mais valor do que as aves?

(27) Qual de vós, por mais que se preocupe, pode acrescentar algum tempo à jornada da sua vida?

(28) E por que andais preocupados quanto ao que vestir? Observai como crescem os lírios do campo. Eles não trabalham nem tecem.

(29) Eu, contudo, vos asseguro que nem Salomão, em todo o esplendor de sua glória, vestiu-se como um deles.

(30) Então, se Deus veste assim a erva do campo, que hoje existe e amanhã é lançada ao fogo, quanto mais a vós outros, homens de pequena fé?

(31) Portanto, não vos preocupeis, dizendo: Que iremos comer? Que iremos beber? Ou ainda: Com que nos vestiremos?

(32) Pois são os pagãos que tratam de obter tudo isso; mas vosso Pai celestial sabe que necessitais de todas essas coisas.

(33) Buscai, assim, em primeiro lugar, o Reino de Deus e a sua justiça, e todas essas coisas vos serão acrescentadas.

(34) Portanto, não vos preocupeis com o dia de amanhã, pois o amanhã trará suas próprias preocupações. É suficiente o mal que cada dia traz em si mesmo."(Bíblia King James Atualizada online)
Nos evangelhos, Jesus Cristo afirmou a importância de honrar pai e mãe (Mateus 15:1-9;19:17-19, Marcos 10:17-19, Lucas 18:18-21). Paulo Apóstolo cita o mandamento em sua Carta aos Efésios:
"(1) Filhos, obedecei a vossos pais no Senhor, porquanto isto é justo. (2) 'Honra a teu pai e tua mãe'; este é o primeiro mandamento com promessa, (3) para que vivas bem e tenhas vida longa sobre a terra."(Bíblia King James Atualizada online)
Na Carta aos Romanos e na Segunda Carta a Timóteo, o Apóstolo Paulo, em seu ensino, caracteriza a desobediência aos pais como sendo um grave pecado (Romanos 1:29-31, 2 Timóteo 3:2).
As Palavras de Jesus Cristo e o ensino de Paulo Apóstolo indicam que tanto adultos como crianças permanecem obrigados a honrar seus pais, reverenciando-os, assistindo-os espiritual, emocional e fisicamente, e assim provendo-lhes as necessidades materiais. Nos evangelhos, Jesus mostra-se indignado com algumas pessoas [hipócritas] que usavam de "artifícios legais da Torá (segundo sua [deles] ardilosa compreensão)", para se subtraírem ao dever sagrado, instituído por Javé Deus, de materialmente sustentar seus pais, usando a falsa alegação de que "o dinheiro do sustento aos pais" tinha sido consagrado (era korban, já dedicado a Javé Deus) (Mateus 15:3-8, Marcos 7:9-12). Nessas passagens, Jesus citou Isaías 29:13. Segundo o Evangelho de João, quando Jesus estava na cruz, Ele, como bom filho que honra os pais, zelosamente confiou sua mãe aos cuidados do Apóstolo João, que prontamente o aceitou, como honra filial.
De acordo com o Evangelho de Mateus, a obrigação de honrar os pais é delimitada por uma obrigação superior, do homem para com Deus: "Quem ama seu pai ou sua mãe mais do que a mim não é digno de mim [...]." (Mateus 10:37a) Tais limites, e "a primazia do Primeiro Mandamento em si", levam os estudiosos a concluir que honrar os pais não pode significar desonra a Lei de Deus (isto é, o cometimento de um pecado) a mando de um dos pais.
Paulo oferece instruções a Timóteo sobre o cuidado amoroso e zeloso para com as viúvas realmente necessitadas, orientando-lhe o seguinte:

"(1) Não repreendas o idoso com aspereza, mas admoesta-o como a um pai; bem como aos jovens, como a irmãos; (2) às mulheres idosas, como a mães; às jovens, como a irmãs, com toda a pureza. (3) Tratai com toda atenção as viúvas que, de fato, são necessitadas de ajuda. (4) Todavia, se alguma viúva tiver filhos ou netos, que estes aprendam primeiramente a colocar a sua religião em prática, zelando por sua própria família e retribuindo os bens recebidos de seus pais e avós, pois isso é agradável diante de Deus. (5) A viúva realmente necessitada e sem amparo espera em Deus e persevera noite e dia em suas orações e súplicas; (6) no entanto, a que somente busca prazeres, embora esteja viva, na realidade está morta. (7) Ordena esses procedimentos, para que elas sejam irrepreensíveis. (8) Contudo, se alguém não cuida dos seus, especialmente dos de sua própria família, este tem negado a fé e se tornou pior que um descrente. (9) Portanto, deve ser inscrita na relação das viúvas apenas aquela que contar com mais de sessenta anos, e que tenha sido esposa de um só marido, (10) cujas boas obras possam lhe servir de bom testemunho, tais como se criou filhos, se exerceu hospitalidade, se lavou humildemente os pés dos santos, se socorreu os atribulados, e se praticou todo tipo de boa obra."(Bíblia King James Atualizada online)

### Visão católica
A importância de honrar pai e mãe é baseada na origem divina do papel parental:

"A paternidade divina é a fonte da paternidade humana. (Efésios 3:14). Esse é o fundamento da honra aos pais... Isso é exigido pelo Mandamento de Javé Deus (Êxodo 20:12) O respeito pelos pais (a piedade filial) deriva da gratidão para com aqueles que, pelo dom da vida, seu amor e seu trabalho, trouxeram seus filhos ao mundo e lhes permitiram crescer em estatura, sabedoria e graça
Conforme os ensinamentos da Igreja Católica, o mandamento de honrar pai e mãe revela a ordem desejada de caridade da parte de Javé Deus — primeiro, Javé Deus, depois os pais, depois os demais. Guardar o mandamento de honrar pai e mãe traz recompensas tanto espirituais quanto temporais de paz e prosperidade, enquanto o fracasso em honrar os pais prejudica tanto o indivíduo quanto a sociedade. O efeito social generalizado de obediência ou desobediência a este comando é atribuído ao status da família como o bloco de construção fundamental da sociedade:

"A família é a célula original da vida social. Autoridade, estabilidade e uma vida de relacionamentos dentro da família constituem os fundamentos para a liberdade, segurança e fraternidade dentro da sociedade. A família é a comunidade na qual, desde a infância, pode-se aprender valores morais, começar a honrar a Deus e fazer bom uso da liberdade. A vida familiar é uma iniciação na vida em sociedade
O Evangelho de Lucas observa que, quando criança, Jesus era obediente a seus pais terrenos. Para uma criança em casa, o mandamento de honrar os pais é abrangente, excluindo ações imorais. Crianças crescidas, embora não sejam obrigadas a obedecer da mesma forma, devem continuar a pagar o respeito pelos desejos, conselhos e ensinamentos dos pais. "O respeito filial é demonstrado pela verdadeira docilidade e obediência. 'Meu filho, cumpra o mandamento de seu pai e não abandone o ensinamento de sua mãe. Quando você anda, eles o guiam; quando você deitar, eles observam sobre você ... '"(Provérbios 6: 20-22) [45]
A Igreja ensina que os filhos adultos têm o dever de honrar seus pais, fornecendo "apoio material e moral na velhice e em tempos de doença, solidão ou angústia". Essa honra deve fundar-se na gratidão do filho pela vida, amor e esforço dados pelos pais e, no possível, de coração. O princípio do mandamento é estendido ao dever de honrar os outros em autoridade direta, como professores e empregadores. O mandamento de honrar pai e mãe também constrói a identidade cristã da pessoa como "um filho ou filha d'Aquele que deseja ser chamado de NOSSO PAI". Assim, ações de caridade são extensões da honra devida ao Pai celestial.

### Visão ortodoxa
O padre Serafim Stephens vê a "Honra" definida como "Amor e Respeito", e observa que esse mandamento está posicionado entre aqueles que se dirigem às obrigações de alguém para com Deus e aquelas que se relacionam com o modo como alguém trata os outros. "É claramente a base do nosso relacionamento com Deus e com todas as outras pessoas". Richard D. Andrews aponta que, "Toda vez que fazemos algo bom, justo, puro, santo, trazemos honra a nossos pais".

### Visão protestante
João Calvino descreve a origem sagrada do "ser pai humano" (que, portanto, exige honra). A analogia entre a honra aos pais e a honra a Javé Deus é ainda reforçada por esse entendimento de que a paternidade terrena é derivada da paternidade originária e soberana e universal de Javé Deus. Assim, o dever de honrar não depende de o pai ser necessaria ou particularmente digno. Calvino, porém, reconhece que alguns pais são totalmente perversos e enfatiza que não há desculpa para o pecado em nome da honra a tal pai, chamando a noção de "absurda".

"Visto que, portanto, o nome do Pai é sagrado, e é transferido aos homens pela bondade peculiar de Deus, a desonra dos pais redunda à desonra do próprio Deus, nem pode qualquer um desprezar seu pai sem ser culpado de uma ofensa. Se alguém objetar que existem muitos pais ímpios e iníquos que seus filhos não podem considerar com honra sem destruir a distinção entre o bem e o mal, a resposta é fácil, que a lei perpétua da natureza não é subvertida por os pecados dos homens; e, portanto, por mais indigno de honra que um pai possa ser, que ele ainda mantém, na medida em que ele é um pai, seu direito sobre seus filhos, desde que de modo algum ele derrogue o julgamento de Deus; pois é muito absurdo pensar em absolver sob qualquer pretexto os pecados que são condenados por Sua Lei.— João Calvino, Comentário sobre Êxodo 20:12 e Deuteronômio 5:16
O comentário de John Wesley sobre o mandamento de honrar pai e mãe é consistente com a interpretação do Catecismo da Igreja Católica. Ele resume as ações que expressam a honra da seguinte forma:
1. Uma estima interior delas, manifestada externamente,
2. Obediência aos seus mandamentos legítimos (Efésios 6: 1-3),
3. Submissão a suas repreensões, instruções e correções,
4. Atuação com a consideração do conselho, orientação e consentimento dos pais,
5. Oferta de conforto e suprimento de necessidades físicas dos pais idosos[139][140].

Como o Catecismo, Wesley também ensina que o mandamento inclui honrar os outros na legítima autoridade secular. Ele também encoraja as pessoas a honrarem os líderes espirituais com a pergunta: "Todos vocês obedeceram àqueles que cuidam de suas almas e os estimaram altamente apaixonados por sua obra?" Esta pergunta é uma reminiscência das declarações de Paulo à igreja na Galácia e a Timóteo.
Matthew Henry explica que o mandamento de homenagear pai e mãe aplica-se não apenas aos pais biológicos, mas também àqueles que cumprem o papel de mãe ou pai. Ele usa o exemplo de Ester honrando seu tutor e primo Mordecai:
{{Quote|Mardoqueu, sendo o guardião de Ester ou seu pai, nos é dito ... Quão respeitosa ela era para ele. Embora em relação ela fosse sua igual, ainda, sendo em idade e dependência sua inferior, ela o honrou como seu pai - fez o seu mandamento, v. 20. Este é um exemplo para os órfãos; se caírem nas mãos daqueles que os amam e cuidarem deles, que façam retornos adequados de dever e afeição. Os menos obrigados que seus guardiões tinham o dever de provê-los, são os que mais se sentem gratos em honrar e obedecer aos seus guardiões.|Matthew Henry, Comentário sobre Ester 2
O próprio mandamento encoraja a obediência "para que você possa desfrutar de uma vida longa e que possa ir bem com você". Henrique, Wesley e Calvino afirmam a aplicabilidade desta promessa para todos os que guardam o mandamento, embora cada um observe que, para o cristão do Novo Testamento, a promessa pode ser cumprida como recompensas terrenas e / ou celestiais, conforme Deus sua sabedoria e amor pelo indivíduo.
Em seu comentário, Calvino observa as duras consequências exigidas em Êxodo e Levítico para falhas específicas em guardar o mandamento. Aqueles que atacaram ou amaldiçoaram um pai foram condenados à morte. Filhos persistentemente desobedientes deviam ser levados perante os anciãos da cidade e apedrejados por toda a comunidade se o testemunho dos pais fosse considerado correto. Calvino escreve que Deus sabia que a pena capital para essas ofensas pareceria dura e difícil de pronunciar, mesmo para os responsáveis por julgar a situação. É por isso que, argumenta ele, o texto especificamente atribui responsabilidade pelas conseqüências sobre o infrator. A severidade da sentença enfatizava a importância de remover tal comportamento da comunidade e dissuadir outros que pudessem imitá-lo.
Embora Calvino se refira principalmente aos pais em seu comentário sobre o mandamento de honrar pai e mãe, ele escreve quase no início que o mandamento menciona os dois pais de propósito. Como descrito acima, Provérbios apoia o valor da orientação tanto do pai quanto da mãe, e Paulo especificou que as crianças deveriam prover suas próprias mães viúvas e avós, “o que é agradável a Deus”.
Assim como "honra" envolve oferecer profundo respeito, o oposto de honrar alguém é banalizá-lo, como se não tivesse importância.
Respeito não é algo baseado apenas em qualificações pessoais ou profissionais, mas também na posição que Deus deu a essa pessoa. Em 1 Samuel 26, Davi poupa a vida de Saul, mesmo correndo o risco de perder a sua, submetendo-se à autoridade que Deus colocara sobre ele como rei ungido.

## Leitura complementar
- EUA Igreja Católica. Catecismo da Igreja Católica, 2003, Doubleday Religião, ISBN 0-385-50819-0 (acedido em 1 de setembro de 2009)